# ثندركلاودس
«ثندركلاودس» (بالإنجليزية: Thunderclouds) هي أغنية لفرقة البوب LSD (والتي تشمل سيا وديبلو ولابرينث)، تم إصدارها في 9 آب / أغسطس عام 2018، وهي ثالث إصدارات المجموعة بعد «عبقري» و«أوديو».
استخدمت الأغنية كالأغنية الرئيسية لحملة سامسونج جالاكسي نوت 9 الترويجية، وظهرت على نطاق واسع في إعلانات الشركة، وكذلك في حدث الإصدار في نيويورك في 9 آب / أغسطس عام 2018.